# 第二代康諾特和斯特拉森公爵阿萊斯泰爾·溫莎
第二代康諾特和史特拉森公爵阿拉斯泰尔·亚瑟·温莎（英語：Alastair Arthur Windsor, 2nd Duke of Connaught and Strathearn，1914年8月9日—1943年4月26日），于伦敦梅费尔山峰街54號父母家中出生。康諾特的阿瑟王子和第二代法夫女公爵亞歷山德拉郡主的独子。第二代康诺特和斯特拉森公爵。
1942年，他继承了祖父康諾特和斯特拉森公爵阿瑟親王的王位。1943年，他醉酒後在自己房間的地板上失溫而死。他的曾祖母是维多利亚女王，外祖母是路易斯公主。

## 早年
阿莱斯泰尔于1914年8月9日，在伦敦梅费尔山峰街54號父母家中出生。父亲是康諾特的亚瑟王子，康诺特和斯特拉森公爵亚瑟王子和普鲁士的路易丝·玛格丽塔唯一的儿子；母亲是第二代法夫女公爵亚历山德拉郡主，第一代法夫公爵亚历山大·达夫和路易丝长公主的长女。因此论父系，阿莱斯泰尔是维多利亚女王的曾孙，论母系亦是维多利亚地外玄孙。
阿莱斯泰尔于同年9月1日在父母家中受洗，他的教父包括有外舅祖乔治五世、阿方索十三世（由乔治五世的侍从法夸尔勋爵代表）、外曾祖母亚历山德拉王后、祖父康諾特及斯特拉森公爵、姑祖母阿盖尔公爵夫人路易丝公主和表姨兼堂姐哈伍德伯爵夫人玛丽长公主

## 头衔，称号，荣誉和纹章

### 头衔和称号
- 1914年8月9日–1917年11月20日：康诺特的阿莱斯泰尔王子殿下（His Highness Prince Alastair of Connaught）[1]
- 1917年11月20日–1942年1月16日：麦克德夫伯爵（Earl of Macduff）[2]
- 1942年1月16日–1943年4月26日：康諾特和斯特拉森公爵阁下（His Grace The Duke of Connaught and Strathearn）[3]

直到三岁时，阿莱斯泰尔的头衔一直都是康诺特的阿莱斯泰尔王子殿下。直到1917年因为乔治五世的许可证，阿莱斯泰尔失去了王子身份，并使用其母亲法夫公爵的次等头衔麦克德夫伯爵。

### 纹章
在1942年继承祖父的公爵爵位后，阿莱斯泰尔获得了纹章。纹章的左上和右下部分是其祖父原有的纹章，第二和第三部分是其外祖父的纹章（法夫公爵和达夫伯爵）
1. ↑  . Pall Mall Gazette (England). 28 August 1914  [23 April 2018] –British Newspaper Archive.
2. ↑  . Aberdeen Press and Journal (Scotland). 10 July 1917  [23 April 2018] –British Newspaper Archive.